# Wassyl Ratschyba
Wassyl Dmytrowytsch Ratschyba (ukrainisch Василь Дмитрович Рачиба; * 27. Januar 1982) ist ein ukrainischer Ringer. Er wurde 2011 in Dortmund Europameister im griechisch-römischen Stil im Mittelgewicht.

## Werdegang
Ratschyba begann im Alter von 13 Jahren 1995 mit dem Ringen. Aus seiner Juniorenzeit ist nichts bekannt. Offiziell ist er Angehöriger der ukrainischen Armee und Mitglied des zentralen Sportclubs der Armee CSK Kiew, doch beschäftigt er sich z. Zt. nur mit dem Ringen. Sein Trainer ist Juri Tschikalenko. Bei einer Größe von 1,73 Metern rang er als Erwachsener lange Zeit im Weltergewicht und ringt nunmehr seit 2008 im Mittelgewicht. Er ist ein kräftiger, untersetzter Typ und betätigt sich ausschließlich im griechisch-römischen Stil.
Ergebnisse von ihm von internationalen Turnieren sind seit 2001 bekannt. Das beste Ergebnis, das er zu Beginn seiner Karriere erzielte, war ein 2. Platz bei der Militär-Weltmeisterschaft 2003 in Istanbul, den er im Weltergewicht hinter Mahmut Altay aus der Türkei und vor Adam Juretzko aus Deutschland belegte. Im Jahre 2007 startete er auch beim Großen Preis von Deutschland in Dortmund und kam im Weltergewicht hinter Konstantin Schneider aus Deutschland und Christophe Guénot aus Frankreich auf den 3. Platz.
Im Jahre 2008 wechselte er vom Weltergewicht in das Mittelgewicht. In diesem Jahr gelang es ihm dann, vom ukrainischen Ringerverband erstmals bei einer internationalen Meisterschaft eingesetzt zu werden. Er startete bei der Europameisterschaft in Tampere und kam dort nach Siegen über Michael Jauch, Schweiz und Denis Nikolajew, Israel und einer Niederlage gegen Jan Fischer, Deutschland auf den 7. Platz. Danach war er erst wieder bei der Weltmeisterschaft 2010 in Moskau am Start. Dort kam er zu Siegen über Rami Hietaniemi aus Finnland und Ilyas Esenow aus Turkmenistan, während er im Viertelfinale gegen Nazmi Avluca aus der Türkei unterlag. Er schied damit aus und belegte den 9. Platz.
Bei der Europameisterschaft 2011 in Dortmund überraschte Ratschyba dann alle Konkurrenten und Ringerexperten durch seine gute Form. Er besiegte dort Marian Mihalik aus der Slowakei, Artur Omarov aus Tschechien, den Weltmeister von 2010 Christo Marinow aus Bulgarien, Damian Janikowski aus Polen und im Finale Alan Chugajew aus Russland und wurde damit mit 29 Jahren erstmals Europameister. Bei der Weltmeisterschaft dieses Jahres in Istanbul schnitt er nicht so erfolgreich ab. Er gewann dort zwar seinen ersten Kampf gegen Jose Antonio Arias Paredes aus der Dominikanischen Republik, verlor dann aber gegen Nazmi Avluca aus der Türkei. Da dieser das Finale nicht erreichte, schied er aus und kam nur auf den 13. Platz. Im Frühjahr 2012 konzentrierte er sich deshalb auf die Qualifikation für die Olympischen Spiele in London. Diese schaffte er dann auch mit einem Sieg beim Turnier in Sofia, das er vor Amer Hrustanovic aus Österreich, Ara Abrahamian aus Schweden und Theodoros Tounousidis aus Griechenland gewann. In London siegte er in seinem ersten Kampf über Haykel Achouri aus Tunesien, verlor dann aber gegen Wladimir Gegeschidse aus Georgien. Da dieser das Finale nicht erreichte, schied er aus und kam auf den 8. Platz.
Im September 2013 war er auch bei der Weltmeisterschaft in Budapest am Start. Er verlor dort aber gleich seinen ersten Kampf gegen Giorgi Zirekidse aus Georgien, schied aus und erreichte nur den 22. Platz.
Von seinen Starts bei den ukrainischen Meisterschaften ist nur sein Ergebnis von der ukrainischen Meisterschaft 2011 bekannt, dort gewann er den Titel im Mittelgewicht.

## Internationale Erfolge
| Jahr | Platz | Wettbewerb                                 | Gewichtskl. | Ergebnis |
| 2001 | 19.   | Schweden-Cup in Malmö                      | Welter      | Sieger: Alexei Mischin, Russland vor Avram Tatsidis, Griechenland                                                                                     |
| 2002 | 6.    | Vantaa-Cup                                 | Welter      | Sieger: Juha Lappalainen vor Tuomas Ojala, bde. Finnland                                                                                              |
| 2003 | 2.    | Militär-WM in Istanbul                     | Welter      | hinter Mahmut Altay, Türkei, vor Adam Juretzko, Deutschland                                                                                           |
| 2003 | 5.    | Vantaa-Cup                                 | Welter      | hinter Kim-Jussi Nurmela, Finnland, Wolodymyr Schazkych, Ukraine, Wiktor Aniskavets, Bulgarien u. Ari Härkänen, Finnland                              |
| 2005 | 3.    | Herman-Kare-Memorial in Kouvola/Finnland   | Welter      | hinter Kim-Jussi Nurmela u. Jesse Kekki, Estland |
| 2005 | 1.    | Stanislaus-Pytlasinski-Memorial in Ratibor | Welter      | vor Veli Marinow, Bulgarien, Aljaksandr Kikinjou, Belarus und David Abedinzadeh, Iran                                                                 |
| 2007 | 7.    | Grand-Prix-Turnier in Szombathely          | Welter      | Sieger: Mark Overgaard Madsen, Dänemark vor Wolodymyr Schazkych                                                                                       |
| 2007 | 3.    | Großer Preis von Deutschland in Dortmund   | Welter      | hinter Konstantin Schneider, Deutschland und Christophe Guénot, Frankreich                                                                            |
| 2008 | 7.    | EM in Tampere                              | Mittel      | nach Siegen über Michael Jauch, Schweiz u. Denis Nikolajew, Israel u. einer Niederlage gegen Jan Fischer (Ringer), Deutschland                        |
| 2010 | 2.    | Stanislaus-Pytlasinski-Memorial in Ratibor | Mittel      | hinter Nenad Žugaj, Kroatien, vor Ewgeni Bogomolow, Russland u. Timo Kallio, Finnland                                                                 |
| 2010 | 9.    | WM in Moskau                               | Mittel      | nach Siegen über Rami Hietaniemi, Finnland u. Ilyas Esenow, Turkmenistan u. einer Niederlage gegen Nazmi Avluca, Türkei                               |
| 2011 | 1.    | EM in Dortmund                             | Mittel      | nach Siegen über Marian Mihalik, Slowakei, Artur Omarov, Tschechien, Christo Marinow, Bulgarien, Damian Janikowski, Polen und Alan Chugajew, Russland |
| 2011 | 5.    | „Wladyslaw-Pytlasinski“-Cup in Radom       | Mittel      | Sieger: Alan Chugajew vor Alexei Mischin, beide Russland                                                                                              |
| 2011 | 13.   | WM in Istanbul                             | Mittel      | nach einem Sieg über Jose Antonio Arias Paredes, Dominikanische Republik und einer Niederlage gegen Nazmi Avluca, Türkei                              |
| 2011 | 2.    | Vantaa Painicup (Ringercup)                | Mittel      | hinter Asamat Bikbajew, vor Ewgeni Bogomolow und Abdullabek Atlygischew, alle Russland                                                                |
| 2011 | 2.    | FILA-Test-Turnier in London                | Mittel      | hinter Hassan Saman Tahmasebi, Aserbaidschan, vor Andrea Minguzzi, Italien und Christoffer Ljungbäck, Schweden                                        |
| 2012 | 1.    | Olympia-Qualif.-Turnier in Sofia           | Mittel      | vor Amer Hrustanovic, Österreich, Ara Abrahamian, Schweden und Theodoros Tounousidis, Griechenland                                                    |
| 2012 | 2.    | Großer Preis von Spanien in Madrid         | Halbschwer  | hinter Selimchan Belchorojew, Russland, vor Martin Hamlet Nielsen, Norwegen und Christian Ferney Mosquera Mosque, Kolumbien                           |
| 2012 | 8.    | OS in London                               | Mittel      | nach einem Sieg über Haykel Achouri, Tunesien und einer Niederlage gegen Wladimir Gogeschidse, Georgien                                               |
| 2013 | 2.    | Azovmash-Cup in Mariupol                   | Mittel      | hinter Damian Janikowski, Polen, vor Aleksander Kazakewitsch, Litauen und Rustam Assakalow, Usbekistan                                                |
| 2013 | 5.    | Großer Preis von Deutschland in Dortmund   | Mittel      | hinter Viktor Lörincz, Ungarn, Wiktor Sasunowski, Belarus, Tadeusz Michalik, Polen und Fisnik Zahiti, Schweden                                        |
| 2013 | 22.   | WM in Budapest                             | Mittel      | nach einer Niederlage gegen Giorgi Zirekidse, Georgien                                                                                                |

Erläuterungen
- alle Wettbewerbe im griechisch-römischen Stil
- OS = olympische Spiele, WM = Weltmeisterschaft, EM = Europameisterschaft
- Weltergewicht, bis 2001 bis 76 kg, seit 2002 bis 74 kg, Mittelgewicht, seit 2002 bis 84 kg Körpergewicht, Halbschwergewicht bis 96 kg Körpergewicht